# مقلع (تیزی وزو)
مقلع (به عربی: مقلع) یک شهرداری در الجزایر است که در استان تیزی وزو واقع شده‌است.